# 八穀增十四
八谷增十四（β Cam/鹿豹座β），是鹿豹座的最亮星。它是个G型超巨星，视星等4.02，距离地球大约1000光年。
鹿豹座β有两个近的伴星，7等的A5恒星，距离84"，和12等的恒星，距离15"。